# 烏臺詩案
烏臺詩案，發生於宋神宗元豐二年（1079年），為蘇軾政治生涯的一次重大轉折，後經多方力保，改謫黃州團練副使安置。所謂「烏臺」，即御史臺，因汉代御史府內遍植柏樹，又稱「柏臺」。柏樹上常有烏鴉棲息築巢，乃稱“烏臺”。称“诗案”则主要是因诗得祸，实际上，案子也涉及十多篇文章。由於苏轼是西川路眉山縣（今四川省眉山市）人，清朝张鉴將此事編撰成書，並命名為《眉山诗案广证》，人们又称其为“眉山诗案”。宋朝大兴文字狱。而烏臺詩案實為見諸歷史記載的一次成規模的文字獄。

## 事件始末[1]
北宋元丰二年（1079年）苏轼由徐州移知湖州，于四月二十日到任，进《湖州谢上表》称：“知其愚不适时，难以追陪新进；察其老不生事，或能牧养小民。” 意思就是：「陛下您知道臣愚昧，思想不合時宜，難以和新進的臣子們共同輔佐陛下，又觀察臣年老，無意惹事生非，勉強能在地方治理人民。」李定等人認定“生事”是针对熙宁变法，“新进”则针对因变法而被擢用的官员，御史台官员搬出苏轼以前所写“托事以讽”的诗文，群起攻击陷害。李定、何正臣、舒亶、李宜之等人在几天之内连番向皇帝上奏摺，弹劾苏轼，加諸其罪，欲置蘇于死地，甚至向神宗皇帝誣告蘇軾，指其諷刺朝廷。皇帝批閱後，七月二十八日，台吏皇甫遵携吏卒急驰湖州，奉旨抓捕苏轼。八月十八日，苏轼下御史台狱，二十日即遭受审问，由御史中丞李定会合谏官張璪等台谏轮番鞠讯，逼迫苏轼对语涉讥讽的诗文作出交代。经过苏辙、张方平、章惇、吴充、王安石、王安禮等大臣犯顏直諫，德高望重的曹太皇太后也勸神宗明察，使苏轼最终于十二月二十九日出狱，囚于狱中达一百三十天。最后，苏轼受神宗敕命，授检校尚书部员外郎，充任黃州团练副使，不准出黃州，亦不得過問公事。团练副使是個闲职，苏轼实质上是被贬到黄州。此案牵连了一大批官员，他们大都受到當時的宋朝政府予以貶謫或罰俸。

## 背景和起因
北宋因政治腐败、因循守旧而造成了积贫积弱的局面，中叶即出现了较大的财政危机和国防危机。熙宁年间，在宋神宗的支持下，王安石发动了旨在富国强兵的变法运动。苏轼早在应制科时，就已经在策文中表露过变法图强的思想，但是他的变法思路与王安石大相径庭。在耳闻目睹了变法产生的一些弊端之后，他两次上书神宗，表达反对意见。在《上神宗皇帝书》中，苏轼说“今日之政，小用则小败，大用则大败，若力行而不已，则乱亡随之”，给予王安石变法以尖锐批评。后由于变法派的打压，苏轼已经觉得在朝廷无法立足，于是申请外任。熙宁四年（1071年）任杭州通判。
在通判与之后的密州、徐州、湖州知州任上，他目睹了新法执行过程中的诸多流弊。他心中充斥着对变法派新进们轻率的不满，便将这些愤怒行诸笔端。多次上书皇帝，陈说利害，未蒙采纳。任职地方以来的托诗以讽又是泥牛入海。苏轼最终在《湖州谢上表》中，他公然写到“知其愚不适时，难以追陪新进；察其老不生事，或能牧养小民”。这就公开地明白无误地表达了自己不与当朝新贵合作的态度，表达了自己对新法“生事”的不满。而这一次上书也成为了“乌台诗案”的直接导火線。

## 告发与处置

### 罪状
最先把苏轼作诗讽刺新法举报给朝廷的，是他的朋友沈括。熙宁六年（1073年）沈括以检正中书刑房公事的身份到兩浙路（今浙江省）巡查新法实行的情况，看到苏轼的诗稿，认为涉嫌诽谤朝政，便上呈神宗。但沈括的意见当时并未特别受重视
。元丰二年（1079年） 七月，苏轼进《湖州谢上表》后，负责监察百官的御史台官员李定、何正臣、舒亶等人以其表中用語暗藏譏刺，接连上表彈劾蘇軾。何正臣指其“愚弄朝廷，妄自尊大”，又以蘇軾動輒歸咎新法，要求朝廷明正刑賞。御史李定曾因不服母孝，受蘇軾譏諷，於此案中也指蘇軾有“悛終不悔，其惡已著”、“傲悖之語，日聞中外”、“言偽而辯，行偽而堅”、“怨己不用”等四大可廢之罪。御史舒亶尋摘蘇軾詩句，指其心懷不軌，譏諷神宗青苗法、助役法、明法科、興水利、鹽禁等政策。最终神宗下令拘捕，太常博士皇甫遵奉令前往逮人。归结起来，乌台诗案中苏轼被指定的主要罪状主要有以下四点：
- 大不恭。舒亶求对苏轼“论如大不恭”，李定说苏轼“讪上”，主要是指苏轼在诗中的两个用典，即“梁窦[註 2]专朝”与“燕蝠争晨昏”。[註 3]所谓“梁窦專朝”，指的是苏轼作于熙宁六年（1073年）正月的《次韵答章傅道见赠》中诗句的用典。[註 4]苏轼解释仅仅是讽刺当今权臣当道以及自己性格顽劣不能如马融、班固。但是御史们认为这暗讽当今官家識人不明，对神宗皇帝大不恭。“燕蝠争晨昏”[註 5]则是当时苏轼的一位好友苏舜举用来讽刺转运副使王庭老的一则故事，苏轼当时以之和诗相赠。被认为是指桑骂槐，暗喻官家不理朝政，权臣摄事。
- 反对新法。
- 混淆视听，幸灾乐祸。
- 谤讪中外臣僚。

### 处置
案發當下蘇軾弟蘇轍時人在在宋城縣，已預知消息，託王適協助安置蘇軾家屬，並上書神宗陳情，願以官職贖兄長之罪。
蘇軾在九月被捕後，寫信给蘇轍交代身後之事，長子蘇邁則隨途照顧。押解至太湖，蘇軾曾意圖自盡，幾經掙扎，終未成舉。捕至御史臺獄下，御史臺依平日書信詩文往來，構陷牽連七十餘人。蘇軾自料必死，暗藏金丹，預備自盡。
押解途上，蘇軾與蘇邁約定，如有不測，則單送魚至牢中。親戚送飯時，一時不察，蘇軾以為將死，遂寫下二詩與蘇轍訣別：
|  | 聖主如天萬物春，小臣愚暗自亡身。百年未滿先償債，十口無歸更累人。是處青山可埋骨，他年夜雨獨傷神。與君世世為兄弟，又結來生未了因。 |

|  | 柏臺霜氣夜淒淒，風動琅璫月向低。夢繞雲山心似鹿，魂驚湯火命如雞。眼中犀角真吾子，身後牛衣愧老妻。百歲神遊定何處，桐鄉知葬浙江西。 |

## 结果
後因太皇太后曹氏、王安禮等人出面力挽，王安禮三兄，曾任宋神宗同平章事的變法派領袖王安石也说：“岂有圣世而杀才士者乎？”蘇軾才免於一死，貶謫為“檢校尚書水部員外郎黃州團練副使本州安置”，前往黃州，為其文學創作生涯的重要階段。蘇轍被貶江南路筠州（今江西省）任酒监，平日與蘇軾往來者，如曾鞏、李清臣、張方平、黃庭堅、范镇、司馬光等二十九人亦遭處分。张方平和范镇罚红铜三十斤，司马光其余各罚红铜二十斤。曹太皇太后於十一月中崩逝，烏臺詩案於十二月結束。